# Fivelandia TV
Fivelandia TV è la prima VHS ufficiale della cantante italiana Cristina D'Avena pubblicata nel 1987.

## La VHS
La VHS raccoglie 21 videoclip di sigle di cartoni animati che vanno dal 1982 al 1987, 20 delle quali della cantante. I videoclip sono quelli utilizzati per la messa in onda e le canzoni sono adattate a quel taglio.

## Tracce
- VHS: FHV 81101

Testi di Alessandra Valeri Manera; edizioni musicali Canale 5 Music tranne Piccola bianca Sibert.
1. Teneramente Licia (musica: Ninni Carucci)
2. David Gnomo amico mio (musica: Ninni Carucci)
3. Magica, magica Emi (musica: Giordano Bruno Martelli)
4. Piccola bianca Sibert (musica: Ninni Carucci; edizioni musicali Dream Factory Entertainment, Media Development e Cafè Concerto Italia Srl[3])
5. Jem (musica: Ninni Carucci)
6. Memole dolce Memole (musica: Giordano Bruno Martelli)
7. Mila e Shiro due cuori nella pallavolo (musica: Ninni Carucci)
8. L'incantevole Creamy (musica: Giordano Bruno Martelli)
9. Maple Town: un nido di simpatia (musica: Ninni Carucci)
10. Là sui monti con Annette (musica: Giordano Bruno Martelli)
11. Vola mio mini Pony (musica: Ninni Carucci)
12. Kiss me Licia (musica: Giordano Bruno Martelli)
13. Pollyanna (musica: Ninni Carucci)
14. I ragazzi della Senna (Il tulipano nero) (musica: Augusto Martelli)
15. Juny peperina inventatutto (musica: Enzo Draghi)
16. Alla scoperta di Babbo Natale (musica: Ninni Carucci)
17. Georgie (musica: Vladimiro Albera e Alberto Baldan Bembo)
18. Occhi di Gatto (musica: Ninni Carucci)
19. Evelyn e la magia di un sogno d'amore (musica: Giordano Bruno Martelli)
20. Paolo Picutti – Holly e Benji due fuoriclasse (testo: Nicola Gianni Muratori e Alinvest[4] – musica: Augusto Martelli)
21. Sandy dai mille colori (musica: Giordano Bruno Martelli)

## Produzione
- Alessandra Valeri Manera – Produzione
- Direzione Creativa e Coordinamento Immagine Mediaset – Grafica
- Reteitalia S.p.A. – Concessione licenze di Teneramente Licia e Juny peperina inventatutto
- Unieboex NV/B.R.B. Internacional SA 1985 – Titolari del diritto d'autore di David Gnomo amico mio
- A2, BZZ, FMI, Sepp – Titolari del diritto d'autore di Piccola, bianca Sibert
- Hasbro – Titolare del diritto d'autore di Jem e Vola mio mini pony
- Toei Animation – Titolare del diritto d'autore di Maple Town - Un nido di simpatia
- TV ASAHI Music Company – Titolare del diritto d'autore di Kiss Me Licia
- Fininvest – Titolare del diritto d'autore di Teneramente Licia

## Fivelandia TV (1991)
Nel 1991 la raccolta viene riproposta con lo stesso titolo, ma con una nuova grafica e una tracklist differente e allegata alla musicassetta I grandi successi di Fivelandia. Questa nuova versione contiene 30 videoclip mentre la musicassetta contiene altre 14 canzoni in versione originale; in quest'ultima viene pubblicata per la prima volta Una spada per Lady Oscar nella versione cantata da Cristina D'Avena.

### Tracce diFivelandia TV
- VHS: 1403105

Testi di Alessandra Valeri Manera; edizioni musicali Canale 5 Music tranne Piccola bianca Sibert.
1. Roberto Ceriotti, Carlotta Brambilla Pisoni, Debora Magnaghi, Carlo Sacchetti, Manuela Blanchard, Giancarlo Muratori e Daniele Demma – Bim Bum Bam... ma che magia!!! (musica: Enzo Draghi)
2. Peter Pan (musica: Ninni Carucci)
3. D'Artagnan e i moschettieri del re (musica: Ninni Carucci)
4. Milly un giorno dopo l'altro (musica: Ninni Carucci)
5. Conte Dacula (musica: Enzo Draghi)
6. Il mistero della pietra azzurra (musica: Ninni Carucci)
7. Papà Gambalunga (musica: Ninni Carucci)
8. Pippo e Menelao (musica: Enzo Draghi)
9. Conosciamoci un po' (musica: Massimiliano Pani)
10. Ti voglio bene Denver (musica: Ninni Carucci)
11. Piccolo Lord (musica: Ninni Carucci)
12. Niente paura, c'è Alfred! (musica: Ninni Carucci)
13. Super Mario (musica: Massimiliano Pani)
14. Zero in condotta (musica: Ninni Carucci)
15. Bobobobs (musica: Ninni Carucci)
16. David gnomo amico mio (musica: Ninni Carucci)
17. Mila e Shiro due cuori nella pallavolo (musica: Ninni Carucci)
18. Maple Town: un nido di simpatia (musica: Ninni Carucci)
19. Palla al centro per Rudy (musica: Vincenzo Draghi)
20. Principessa dai capelli blu (musica: Massimiliano Pani)
21. Piccola bianca Sibert (musica: Ninni Carucci; edizioni musicali Dream Factory Entertainment, Media Development e Cafè Concerto Italia Srl[3])
22. Viaggiamo con Benjamin (musica: Ninni Carucci)
23. Magica, magica Emi (musica: Giordano Bruno Martelli)
24. Un mondo di magia (musica: Massimiliano Pani)
25. Evviva Palm Town (musica: Ninni Carucci)
26. Una per tutte, tutte per una (musica: Ninni Carucci)
27. Prendi il mondo e vai (musica: Massimiliano Pani)
28. Kolby e i suoi piccoli amici (musica: Ninni Carucci)
29. Paolo Picutti – Holly e Benji due fuoriclasse (testo: Nicola Gianni Muratori e Alinvest[4] – musica: Augusto Martelli)
30. Paola Tovaglia, Flavio Albanese, Marco Milano, Pietro Ubaldi, Davide Garbolino – Finalmente, Ciao, Ciao (musica: Enzo Draghi)

### Tracce deI grandi successi di Fivelandia
- MC: PFM 709

Lato A
Testi di Alessandra Valeri Manera; edizioni musicali Canale 5 Music.
1. Sabato al circo – 4:02 (musica: Ninni Carucci)
2. Una spada per Lady Oscar – 3:31 (musica: Ninni Carucci)
3. Vola mio mini Pony – 2:40 (musica: Ninni Carucci)
4. Alvin rock 'n roll – 2:59 (musica: Ninni Carucci)
5. Alla scoperta di Babbo Natale – 3:13 (musica: Ninni Carucci)
6. Siamo quelli di Beverly Hills – 2:58 (musica: Ninni Carucci)
7. Georgie – 2:29 (musica: Alberto Baldan Bembo e Vladimiro Albera)

Lato B
Testi di Alessandra Valeri Manera; edizioni musicali Canale 5 Music.
1. Kiss me Licia – 3:15 (musica: Giordano Bruno Martelli)
2. Occhi di Gatto – 3:22 (musica: Ninni Carucci)
3. Memole dolce Memole – 3:09 (musica: Giordano Bruno Martelli)
4. Pollyanna – 2:42 (musica: Ninni Carucci)
5. Enzo Draghi – Lupin, l'incorreggibile Lupin – 3:18 (musica: Ninni Carucci)
6. Alice nel Paese delle Meraviglie – 3:08 (musica: Giordano Bruno Martelli)
7. È quasi magia, Johnny! – 2:40 (musica: Ninni Carucci)

### Produzione
- Alessandra Valeri Manera – Produzione
- Direzione Creativa e Coordinamento Immagine Mediaset – Grafica